# Николай Смолников
Николай Смолников (на руски: Николай Смольников) е съветски футболист. Почетен майстор на спорта (1968).

## Кариера
Смолников прекарва цялата си кариера в Нефтчи Баку, където изиграва 338 мача за отбора, и вкарва 80 гола. През 1968 г. той играе три приятелски мача за СССР срещу Мексико. Част е от състава за Европейското първенство през 1968 г., но не излиза на терена.